# Жан-Сільвен Бабен
Жан-Сільвен Бабен (фр. Jean-Sylvain Babin, нар. 14 жовтня 1986, Корбей-Ессонн) — французький футболіст, захисник іспанського клубу «Спортінг» (Хіхон).
Виступав, зокрема, за клуби «Шатору», «Алькоркон» та «Гранада», а також національну збірну Мартиніки.

## Клубна кар'єра
У дорослому футболі дебютував 2003 року виступами за команду «Шатору», в якій провів чотири сезони, взявши участь у 22 матчах чемпіонату. 
Згодом з 2007 по 2010 рік грав у складі «Мартіга» та іспанської «Лусени».
Своєю грою за останню команду привернув увагу представників тренерського штабу клубу «Алькоркон», до складу якого приєднався 2010 року. Відіграв за клуб з Алькоркона наступні чотири сезони своєї ігрової кар'єри. Більшість часу, проведеного у складі «Алькоркона», був основним гравцем захисту команди.
У 2014 року уклав контракт з клубом «Гранада», у складі якого провів наступні два роки своєї кар'єри гравця. Граючи у складі «Гранади» також здебільшого виходив на поле в основному складі команди.
Протягом 2016—2018 років захищав кольори «Спортінга» (Хіхон) та «Маккабі» (Тель-Авів), граючи в останньому на правах оренду.
До складу «Спортінга» повернувся з оренди 2018 року. Відтоді станом на 3 червня 2022 року відіграв за клуб з Хіхона 141 матч в національному чемпіонаті.

## Виступи за збірну
У 2013 році дебютував в офіційних матчах у складі національної збірної Мартиніки.
У складі збірної був учасником розіграшів Золотого кубка КОНКАКАФ у 2013, 2019 та 2021 роках.